# Thysanote polyfimbriata
Thysanote polyfimbriata is een eenoogkreeftjessoort uit de familie van de Lernaeopodidae. De wetenschappelijke naam van de soort is voor het eerst geldig gepubliceerd in 1981 door Prabha & Krishna Pillai.